# قوس اتصال
قوس اتصال گونه‌ای اتصال است که در درون یک نوار ریسه‌ای در قارچ‌های چتری (بازیدیومیست) یافت می‌شود.
قوس اتصال باعث می‌شود تا دو یاختهٔ ریسه‌ای (که با دیوارک از هم جدا شده‌اند) پس از جفت‌گیری با ریسهٔ جنس مخالف هر کدام دو هسته متفاوت داشته‌باشند.

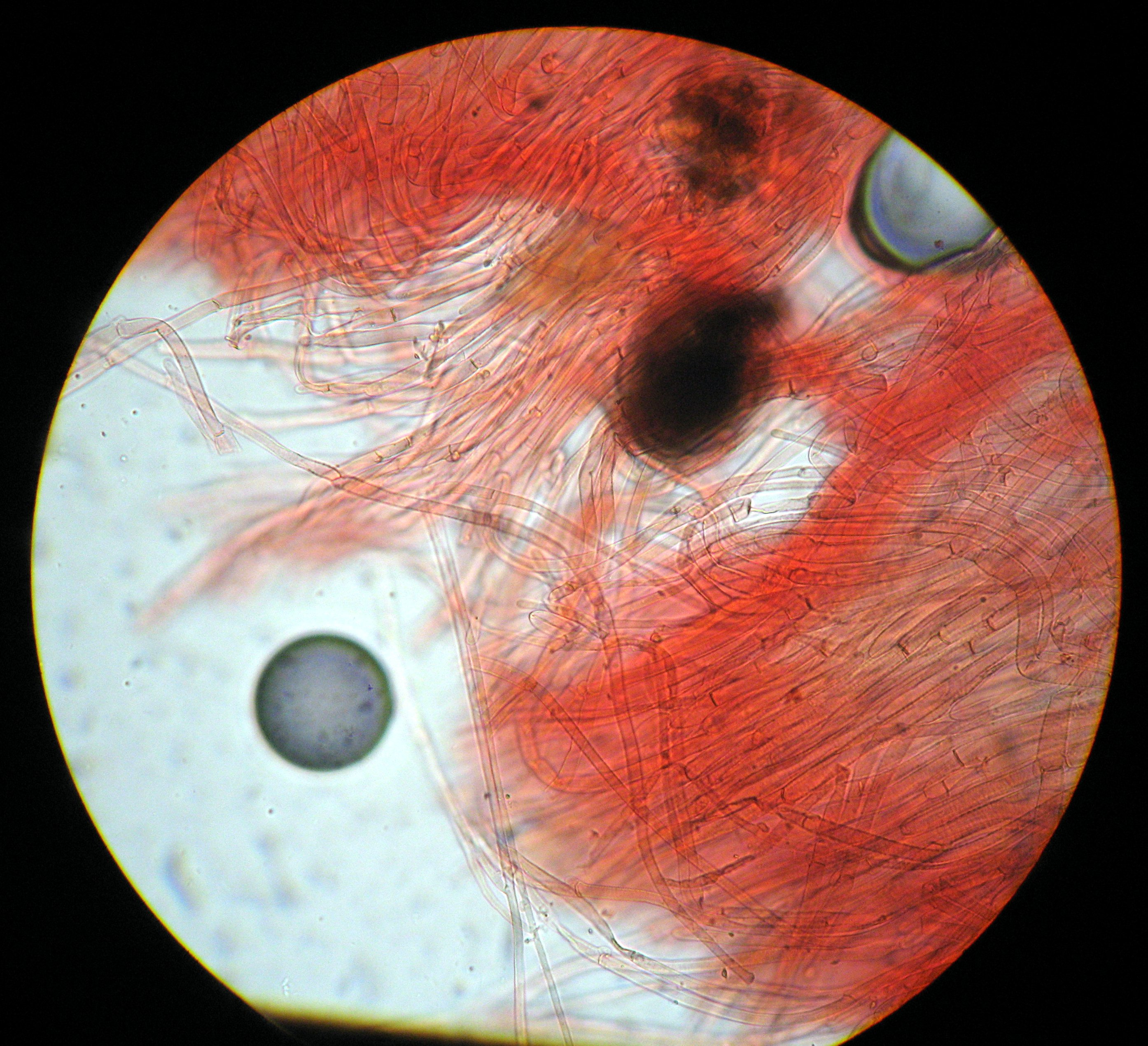
بافت یک قارچ که در آن چند قوس اتصال دیده می‌شود.
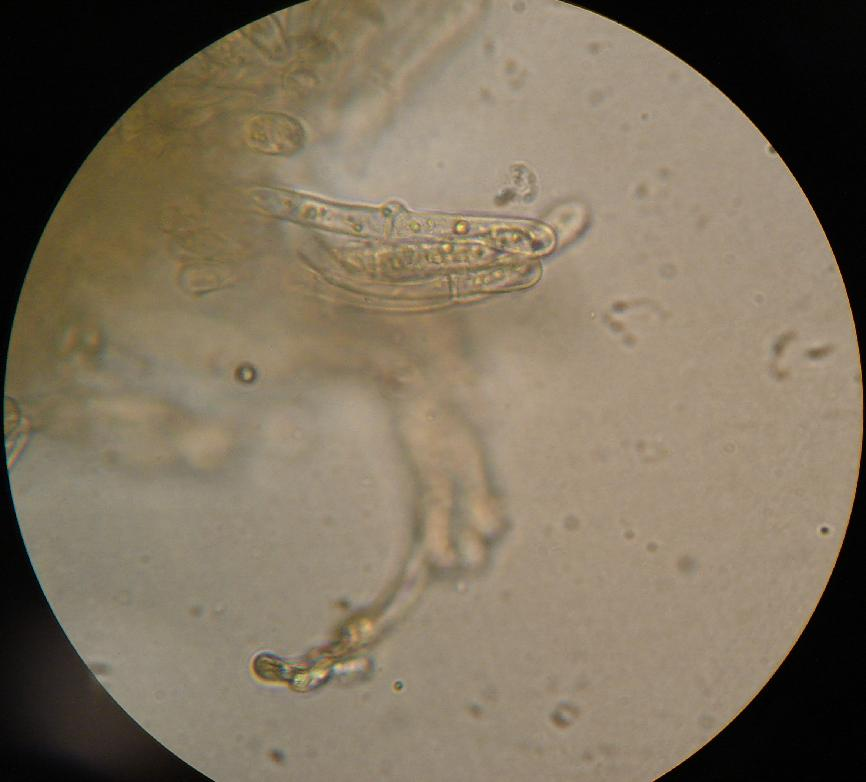
یاخته‌های زردکیجا[۴] با قوس اتصال